# Scionecra milledgei
Scionecra milledgei är en insektsart som beskrevs av Jack W. Hasenpusch och Brock 2007. Scionecra milledgei ingår i släktet Scionecra och familjen Diapheromeridae. Inga underarter finns listade i Catalogue of Life.